# 야스기시
야스기시(일본어: 安来市)는 일본 시마네현에 있는 시이다.

## 지리
시마네현 동단에 위치하고 돗토리현과 접한다.

## 인접하는 자치체
- 시마네현
  - 히가시이즈모정
  - 오쿠이즈모정
  - 마쓰에시
  - 운난시

- 돗토리현
  - 요나고시
  - 난부정
  - 니치난정

## 역사
- 1954년 4월 1일 - 노기군 야스기정과 아카에촌, 아라시마촌, 이나시촌, 오쓰카촌이 합병해 구 야스기시가 성립하였다.
- 2004년 10월 1일 - 야스기시, 노기군 히로세정·하쿠타정이 신설 합병해 새로운 야스기시가 되었다.

## 교통

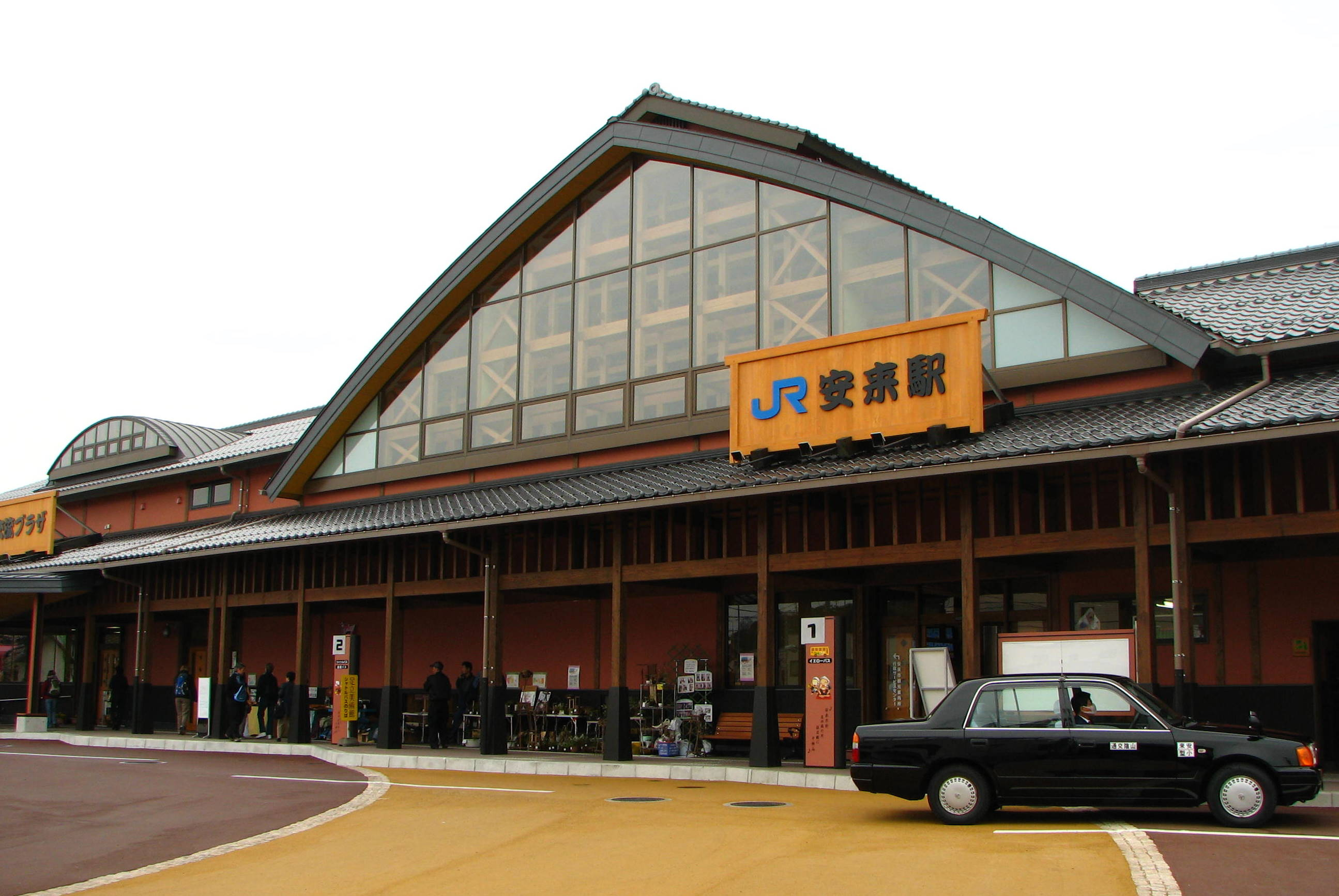
야스기역

### 철도
- 서일본 여객철도 산인 본선

### 도로
- 산인 자동차도(일본어판)
- 국도 제9호선
- 국도 제432호선 (일본)(일본어판)

## 인구
| 연도 | 인구   | ±%     |
| ---- | ------ | ------ |
| 1940 | 46,239 | —      |
| 1950 | 54,689 | +18.3% |
| 1960 | 52,943 | −3.2%  |
| 1970 | 48,382 | −8.6%  |
| 1980 | 49,321 | +1.9%  |
| 1990 | 48,492 | −1.7%  |
| 2000 | 45,255 | −6.7%  |
| 2010 | 41,604 | −8.1%  |

## 자매 도시
- 대한민국 경상남도 밀양시